# Daniele Giacomini
Daniele Giacomini (Udine, ...) è un autodidatta appassionato di informatica, attivo nel mondo del software libero e in ambito GNU/Linux.
È l'autore del manuale d'informatica Appunti di informatica libera, una notevole opera (di oltre 10000 pagine) dedicata in particolar modo al software libero ed a GNU/Linux. Il lavoro alla creazione di tale opera, in qualità di autore unico, ha impiegato gli anni dal 1997 al 2013.

## Progetti
- "GZT: Gazie Trainer"
- "GWADM"
- "os32"
- "os16"
- "Alml"
- "Textchk"
- "NLNX, ex nanoLinux"
- "Sgmltexi"
- "nBase: nanobase"

## Pubblicazioni
- "from the ground up: logic gates et al", su archive.org
- "a2 (Appunti di informatica libera)", su archive.org
- "Appunti di informatica libera economici"